# Tsingy de Bemaraha Nemzeti Park
A Tsingy de Bemaraha Nemzeti Park Madagaszkár Melaky régiójában terül el. A nemzeti park két geológiai formációt foglal magába a Nagy Tsingyt és a Kis Tsingyt. A park, a szomszédos Tsingy de Bemaraha Szigorú Természeti Rezervátummal együtt a világörökség részét képezi.

## Jellemzői

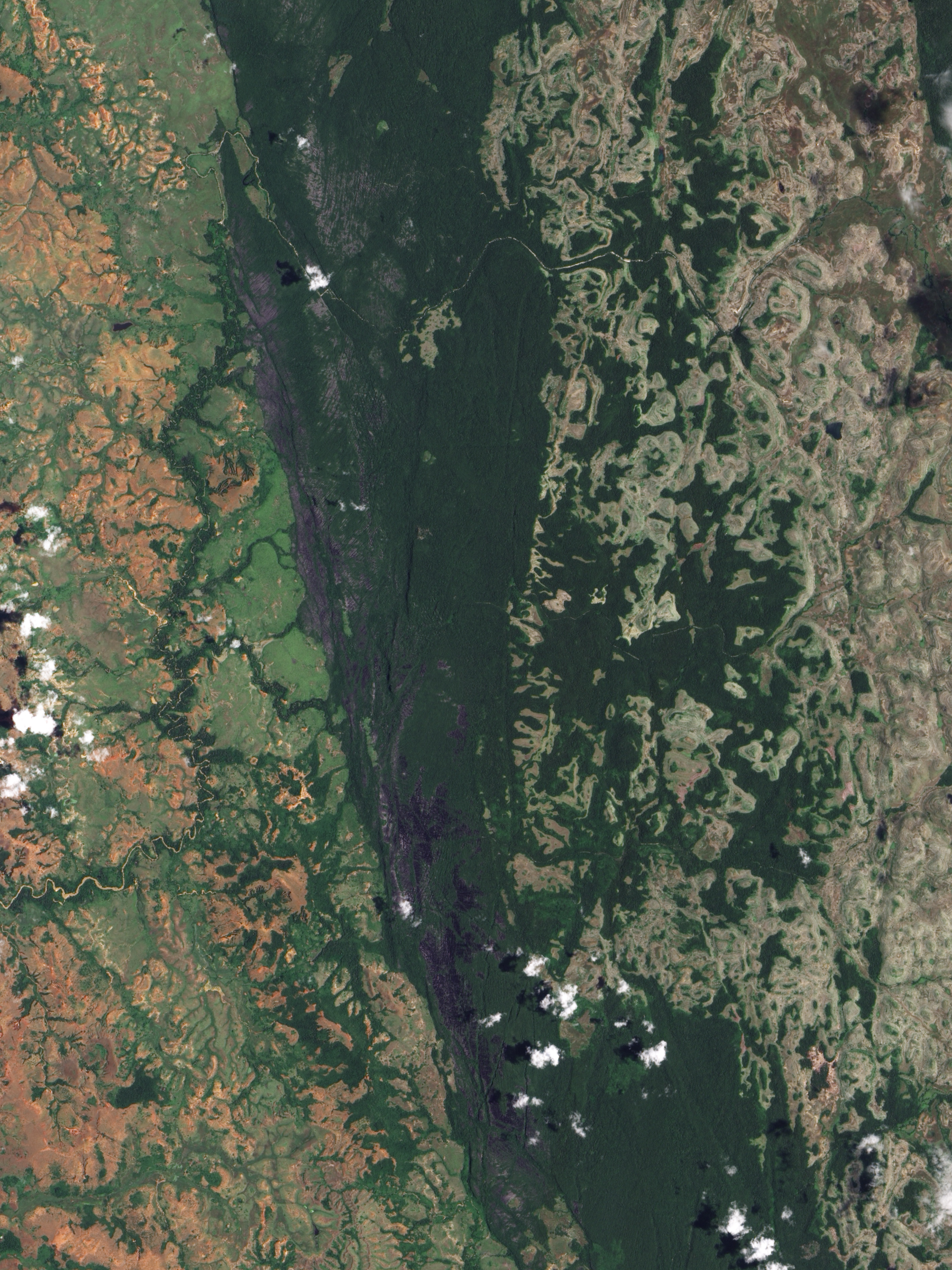
A park műholdfelvételen

A Tsingyk karszt fennsíkok, melyeknek kiemelkedő felső részeit a talajvíz alámosta, és üregeket és hasadékokat vájt a mészkőbe. A helyi geológiai viszonyok miatt az erózió függőlegesen és vízszintesen is bekövetkezett. Madagaszkárnak a parkot és a természeti rezervátumot körülölelő több régiójában, a függőleges és vízszintes eróziós mintázat szuperpozíciója drámai hatású mészkő alakzatokat hozott létre.
A malgas tsingy szó a madagaszkári karszt badlandeket jelenti. Fordítása: ahol nem lehet mezítláb járkálni.

## Élővilága
A nemzeti parkot és a szomszédos szigorú természeti rezervátumot magába foglaló Tsingy de Bemaraha világörökségi terület különleges geomorfológiájának köszönhetően a terület különlegesen nagyszámú endemikus állatnak és növénynek ad otthont, melyek a tsingyken belül rendkívül kis területeken élnek. Például egy mészkőalakzat, mészkőtű csúcsa, oldala vagy alapja különböző ökoszisztémáknak adhat otthont, melyeken különböző fajok telepednek meg.
A parkban feljegyzett 650 növényfaj 86%-a endemikus növény.  Az élőhelyek sokszínűsége nagy számú állatfajnak nyújt élőhelyet:
- Ragadozók (Fossa, gyűrűsfarkú mongúz)
- 13 makifaj (szifakák, vörös maki, szürke bambuszmaki, véznaujjú maki, szürke egérmaki)
- 94 madárfaj (pl. madagaszkári rétisas)
- 15 denevérfaj
- 22 kétéltűfaj
- 66 hüllőfaj (pl. madagaszkári folyamteknős, Erymnochelys madagascariensis,  Uroplatus  fajok, kaméleonfélék).